# Nogaròu
Nogaròu o Nogarò (en francès i oficialment: Nogaro) és un municipi francès situat al departament del Gers i a la regió d'Occitània.

## Demografia
| 1962                                       | 1968  | 1975  | 1982  | 1990  | 1999  | 2006  |
| ------------------------------------------ | ----- | ----- | ----- | ----- | ----- | ----- |
| 1.859                                      | 2.140 | 2.113 | 2.013 | 2.008 | 1.881 | 1.969 |
| Des de 1962: població sense dobles comptes |       |       |       |       |       |       |

## Administració
| Període   | Identitat         | Partit |
| --------- | ----------------- | ------ |
| 2001-2008 | Jean-Pierre Pujol | PS     |
| 2008-     | Christian Peyret  | PS     |

## Agermanaments
- Uharte